# Politica linguistica
La politica linguistica è ciò che un governo decide attraverso la legislazione e le decisioni giudiziarie per determinare come vengono utilizzati gli idiomi, e come coltivare le competenze linguistiche necessarie agli atti ufficiali nazionali, o anche per stabilire i diritti di individui e gruppi di utilizzare e mantenere le proprie lingue sul suolo di quello Stato.
Lo scopo della politica linguistica varia da Stato a Stato, ciò può essere spiegato dal fatto che sia spesso basata su ragioni storiche.

## Storia e situazione attuale
Gli Stati differiscono anche per il grado di chiarezza con cui varano una determinata politica linguistica. La legge francese Toubon è un buon esempio di politica esplicita del linguaggio, e lo stesso si può dire della Carta della lingua francese in Quebec.

### Minoranze linguistiche e il loro rapporto con lo Stato
In molti Paesi è presente una politica linguistica volta a favorire o scoraggiare l'uso di un determinato idioma, o di un insieme di questi. Storicamente le nazioni hanno spesso usato le politiche linguistiche per promuovere una lingua ufficiale a danno delle altre; oggi, invece, molti Paesi presentano politiche intese a proteggere e promuovere le lingue regionali ed etniche, ad esempio i dialetti, la cui esistenza risulta essere minacciata.
L'esistenza di minoranze linguistiche all'interno di uno Stato è stata considerata per anni una potenziale minaccia alla coesione interna, ma molti Paesi si sono resi conto che fornire diritti linguistici alle minoranze può fruttar loro un interesse a lungo termine, un mezzo per ottenere la fiducia dei cittadini nel governo.

#### Situazione attuale
Al giorno d'oggi la conservazione della diversità culturale e linguistica nel mondo è una delle maggiori preoccupazioni di molti esperti di lingua, artisti, scrittori, politici, leader delle piccole comunità linguistiche e attivisti per i diritti umani, che comprendono quelli culturali e linguistici.
Si stima che più della metà dei 6000 idiomi attualmente parlati nel mondo rischino di sparire durante il XXI secolo. Molti sono i fattori che influenzano l’esistenza e l’uso di qualsiasi lingua umana: la mistura della popolazione madre-lingua, il suo utilizzo nella comunicazione formale, la sua diffusione geografica e il peso socioeconomico della comunità linguistica.
Un esempio di politica linguistica che si sta cercando di portare avanti è quella di Ghil’ad Zuckermann per gli Aborigeni

### Raccolta, traduzione e classificazione di diverse politiche linguistiche
Molti sono i modi in cui la lingua può essere classificata. La modalità più utilizzata è stata elaborata dal sociolinguista dell’Université Laval  Jacques Leclerc per il sito della Lingua Francese "L’amnagement linguistique dans le monde" diffuso online dal CIRAL nel 1999.  La raccolta, la traduzione e la classificazione delle politiche linguistiche iniziò nel 1988 e si è conclusa con la pubblicazione del Recueil des législatiion linguistiques dans le monde (vol. I - VI) presso la Presses de l’Université Laval nel 1994. Il lavoro, che contiene circa 470 leggi linguistiche, e la ricerca che ha portato alla pubblicazione vennero finanziate dall’Office québécois de la langue française. Nell’Aprile del 2008, il sito ha presentato il ritratto linguistico e le politiche linguistiche in 354 Stati e territori autonomi.